# Cochemiea macdougallii
Cochemiea macdougallii es una especie de planta suculenta perteneciente al género Cochemiea, dentro de la familia Cactaceae. Es endémica del suroeste de México (concretamente del estado de Oaxaca) y anteriormente se le conocía como Ortegocactus macdougallii.

## Descripción

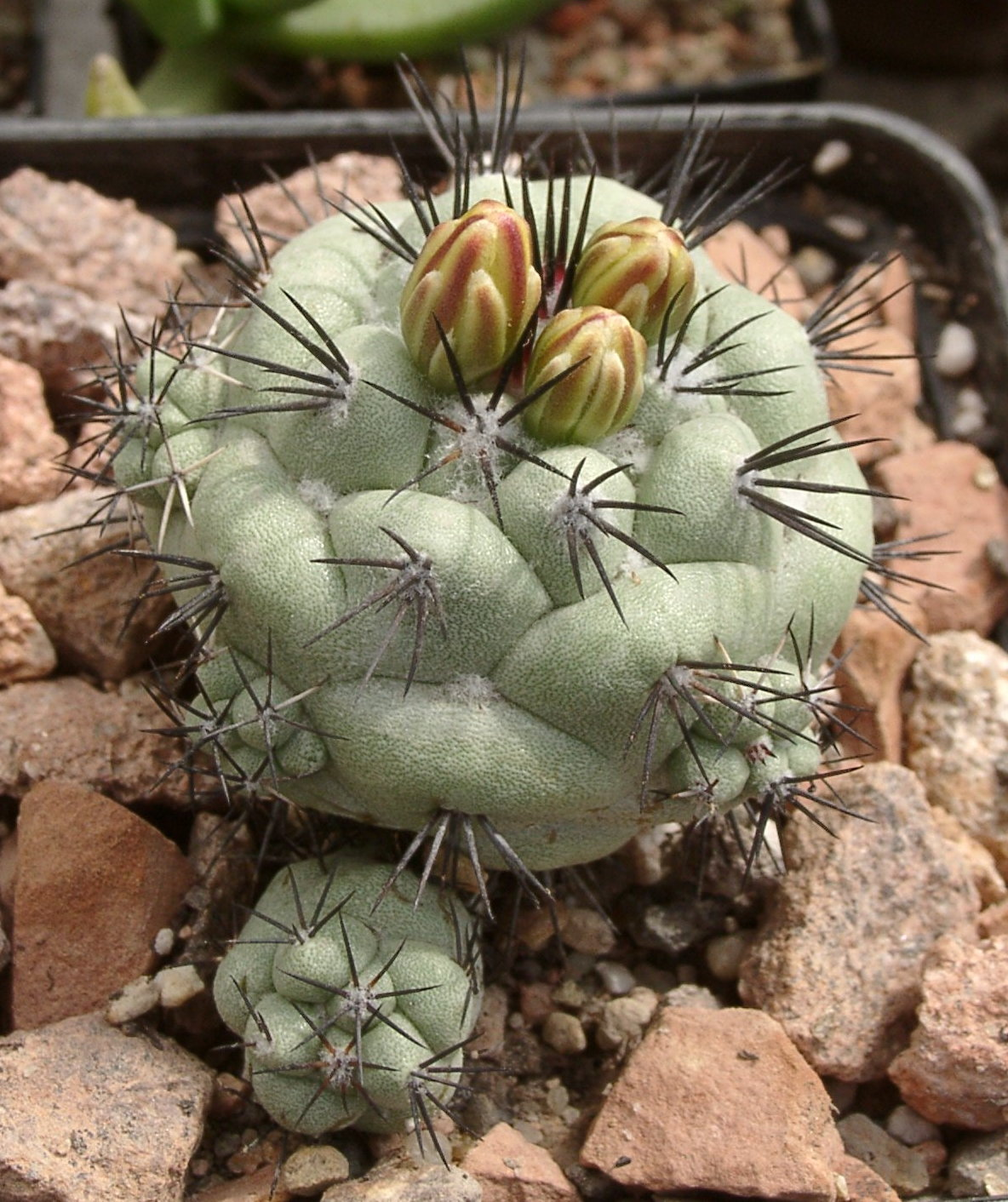
Vista de la planta

Cochemiea macdougallii es una especie de cactus que aunque inicialmente crece individualmente, con el tiempo forma  pequeños grupos de varios tallos en forma de cojines sueltos. Los tallos, de forma esférica a cilíndrica corta, son de color verde grisáceo pálido y tienen un diámetro de 3 a 4 cm. 
Los tallos están cubiertos de tubérculos romboides ligeramente planos, dispuestos en espiral y no contienen savia lechosa (látex). Sobre ellos se asientan areolas lanosas, que tienen una única espina central recta de color negro a blanquecino con la punta más oscura, con una longitud de entre 0,4 y 0,5 cm. También hay de 7 a 8 espinas radiales blanquecinas con la punta oscura y de 0,5 a 1 cm de longitud.
Las flores son amarillas y tienen forma de embudo. Se abren durante el día, miden de 2 a 3 cm de largo y tienen un diámetro de 1,8 a 2,5 cm. La copa de la flor es lanosa pero no tiene escamas y cuentan con un estigma de color verde.

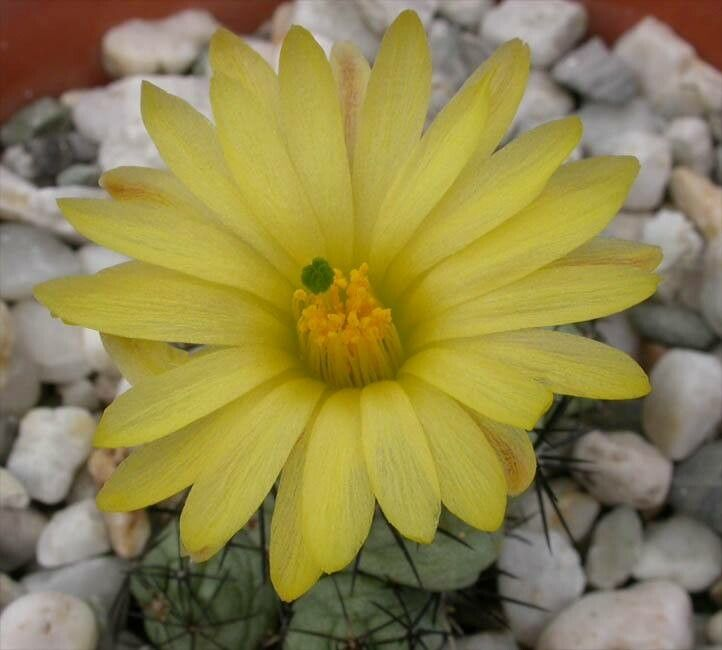
Detalle de la flor

Los frutos son de color rojo opaco y se secan al madurar. Son esféricos a ligeramente alargados y tienen un resto floral persistente. Contienen en su interior semillas casi esféricas, de color negro a marrón.

## Distribución y hábitat
El área de distribución nativa de esta especie es el suroeste de México (concretamente en el estado de Oaxaca) y crece principalmente en biomas desérticos o de matorrales secos, donde crece en acantilados de piedra caliza.

## Taxonomía
La primera descripción de esta especie fue como Ortegocactus macdougallii, publicada en 1961 por el botánico estadounidense Edward Johnston Alexander en la revista científica Cactus and Succulent Journal 33: 39.
Posteriormente, los botánicos Peter B. Breslin y Lucas C. Majure colocaron la especie en el género Cochemiea, pasando a llamarse Cochemiea macdougallii y anotando estos cambios en la revista científica Taxon 70: 319 en el año 2021.
Etimología
- Cochemiea: nombre genérico que hace referencia a la tribu indígena Cochimí, que en el pasado ocupó un gran territorio de Baja California y cuya área es parte del área de distribución natural de este género.
- macdougallii: epíteto específico otorgado en honor de Thomas Baillie MacDougall (1895-1973), el descubridor de la especie.[4]

## Estado de conservación
En la Lista Roja de Especies Amenazadas de la UICN, la especie está clasificada como de “Datos Insuficientes (DD)”.

## Usos
Se cultiva principalmente como planta ornamental y su propagación se realiza a través de esquejes o semillas.

## Galería

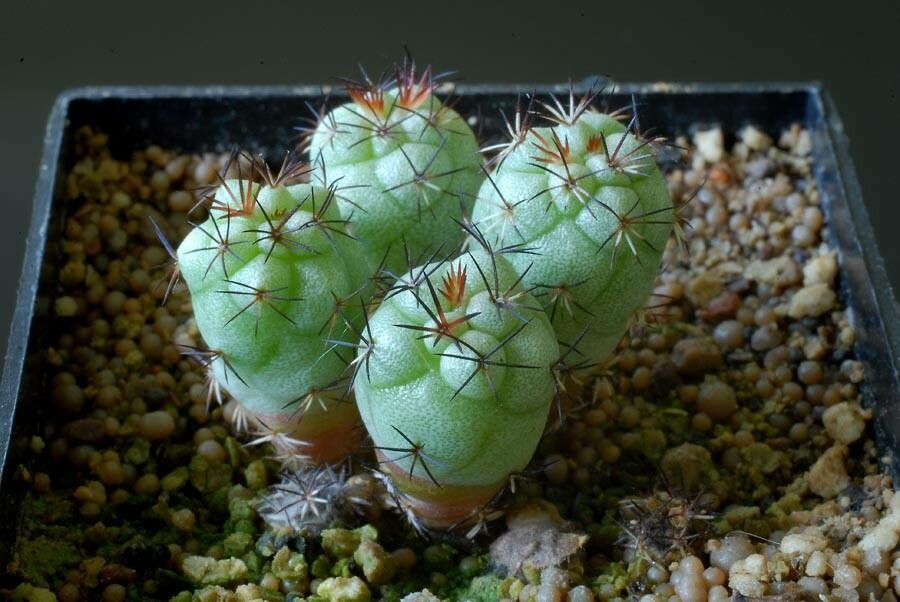
Plántulas
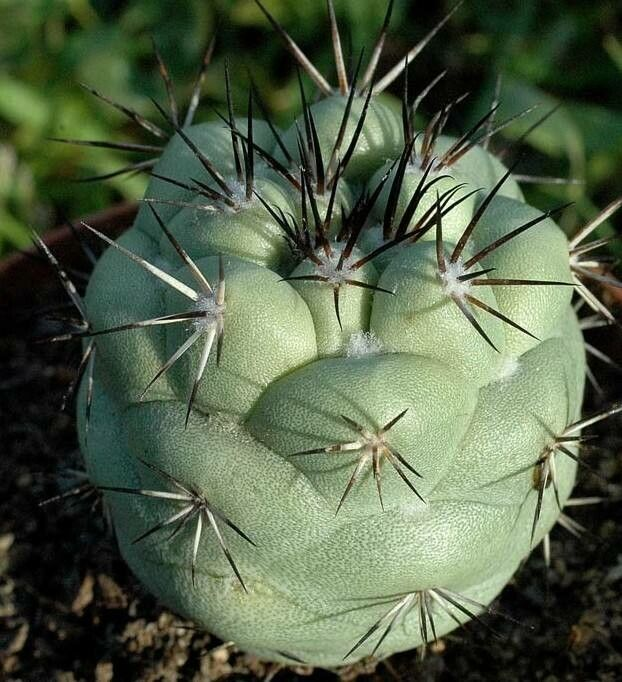
Tallo individual
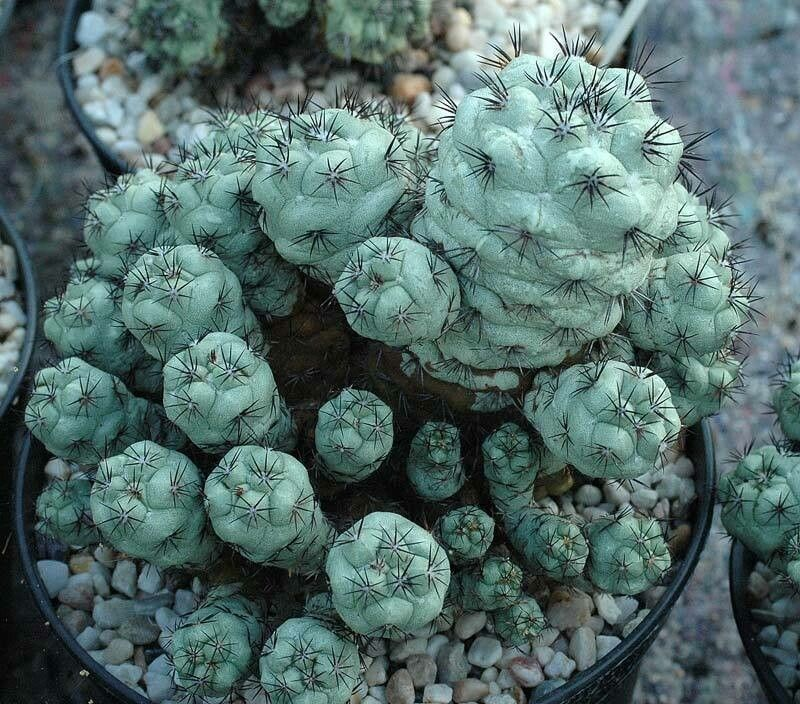
Crecimiento en grupos
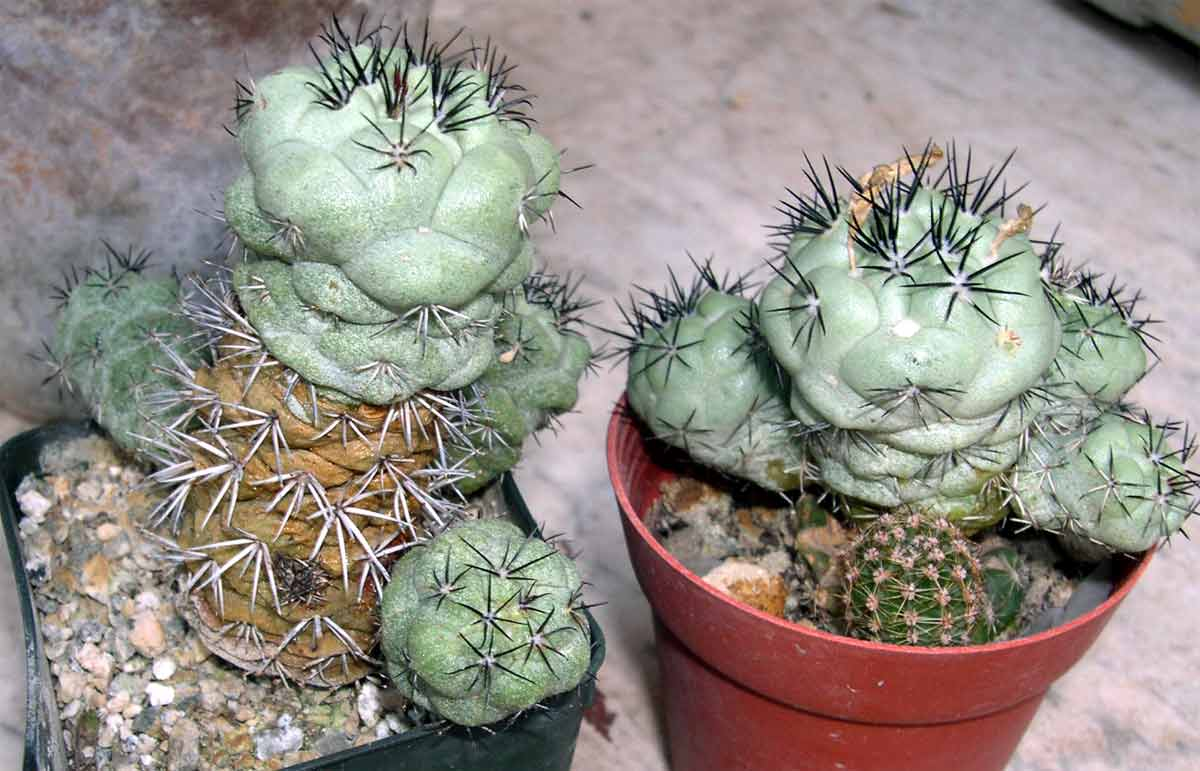
Planta en maceta
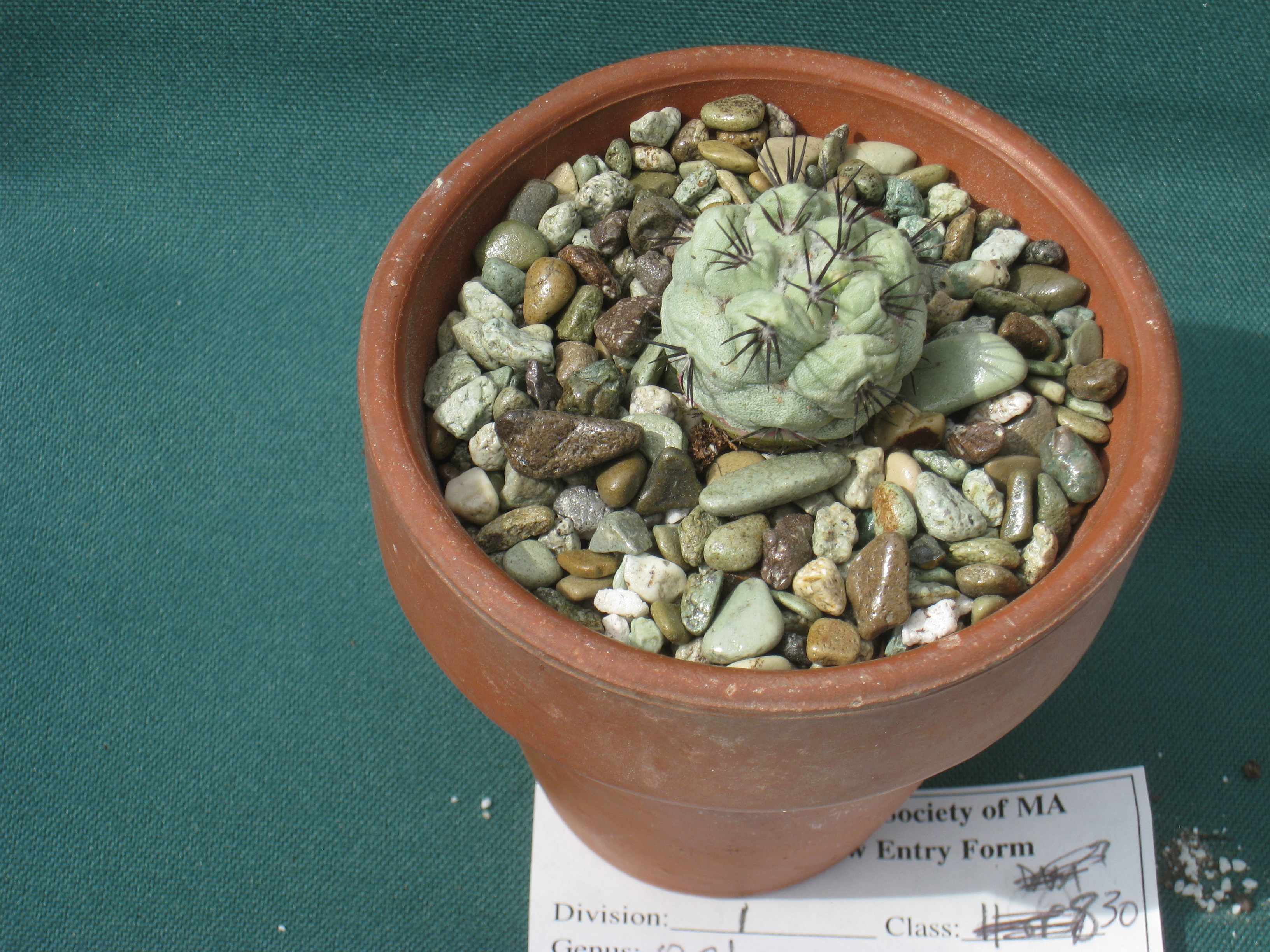
Cultivo individual